# سارای‌جیک (بایبورد)
سارای‌جیک (به ترکی استانبولی: Saraycık) (به کردی: Serayciq) (به ارمنی: Սարաճյուղ) یک منطقهٔ مسکونی در ترکیه است که در بایبورد واقع شده‌است. سارای‌جیک ۱۶۹ نفر جمعیت دارد.